# Innocence + Experience Tour
El Innocence + Experience Tour (escrit com a iNNOCENCE + eXPERIENCE) és la gira que està duent a terme la banda irlandesa de rock U2. La gira s'ha preparat per a presentar l'àlbum Songs of Innocence que la banda va editar el 2014 i té lloc principalment en escenaris locals tancats, havent començat el 14 de maig a Vancouver (Canadà).
La gira consta de dues etapes, una primera amb concerts a Amèrica del Nord durant els mesos de maig a juliol, i la segona amb concerts a Europa des de setembre fins al novembre. En total s'han anunciat dates per a 76 concerts, concretant-se els últims de la gira europea a Dublín, anunciats a posteriori.
L'escenari abasta tota la longitud de la pista del local, i es divideix en tres seccions: un segment rectangular que es pot il·luminar com una "i" que representen "innocència"; un escenari circular més petit que es pot il·luminar com una "e" per a representar l '"experiència"; i una passarel·la entre ells per representar la transició entre els dos temes Una llarga i rectangular "caixa de vídeo" es troba suspesa sobre i en paral·lel a la passarel·la; l'estructura compta amb pantalles de vídeo als dos costats i una passarel·la addicional entre elles, el que permet als membres de la banda d'actuar entre les pantalles enmig de les projeccions de vídeo.

## Rerefons
El 9 de setembre de 2014, U2 va editar el seu 13è àlbum d'estudi Songs of Innocence. Va rebre crítiques mixtes per part dels crítics, però va ser un èxit comercial a tot el món. Després de mesos d'especulació sobre una possible gira, la banda va anunciar 44 concerts en dinou ciutats d'Amèrica del Nord i Europa a partir del maig de 2015. La gira segueix l'àmpliament reeixida 360° Tour, que va passar a convertir-se en la gira amb més recaptació amb 736.000.000$ en vendes d'entrades. Les entrades de preventa va estar disponibles per als membres del club de fans el 4 de desembre, abans de posar-se a la venda de forma general el 8 de desembre. A diferència de la gira anterior, en aquesta els concerts tindran lloc en ubicacions tancades i no a l'aire lliure. Les dates inicials dels concerts de la gira van esgotar les entrades ràpidament, causant que els promotors Live Nation afegissin més dates per a expandir la gira.

## Repertori
Aquest repertori és representatiu del concert dut a terme el 22 de maig de 2015, però no representa tots els concerts.
1. "The Miracle (of Joey Ramone)"
2. "The Electric Co."
3. "Vertigo"
4. "I Will Follow"
5. "Iris (Hold Me Close)"
6. "Cedarwood Road"
7. "Song for Someone"
8. "Sunday Bloody Sunday"
9. "Raised by Wolves"
10. "Until the End of the World"
11. "Invisible"
12. "Even Better Than the Real Thing"
13. "Mysterious Ways"
14. "Desire"
15. "In God's Country"
16. "Sweetest Thing"
17. "Every Breaking Wave"
18. "Bullet the Blue Sky"
19. "Pride (In the Name of Love)"
20. "Beautiful Day"
21. "Bad"
22. "With or Without You"
23. "City of Blinding Lights"
24. "Where the Streets Have No Name"
25. "I Still Haven't Found What I'm Looking For"

## Concerts
| Data             | Ciutat           | País             | Ubicació              | Teloners         | Assistència      | Ingressos        | Comentaris |
| Amèrica del Nord | Amèrica del Nord | Amèrica del Nord | Amèrica del Nord      | Amèrica del Nord | Amèrica del Nord | Amèrica del Nord | Amèrica del Nord |
| ---------------- | ---------------- | ---------------- | --------------------- | ---------------- | ---------------- | ---------------- | --- |
| 14 maig 2015     | Vancouver        | Canadà           | Rogers Arena          | N/D              | 36.442           | $3.810.775       | The Edge va caure de l'escenari cap al final del concert, sense conseqüències greus.                                         |
| 15 maig 2015     | Vancouver        | Canadà           | Rogers Arena          | N/D              | 36.442           | $3.810.775       | Si el primer concert estava dedicar a la "innocència", en aquest, el repertori va canviar passant a tractar l'"experiència". |
| 18 maig 2015     | San Jose         | Estats Units     | SAP Center            | N/D              | 35.398           | $4.385.885       | repertori |
| 19 maig 2015     | San Jose         | Estats Units     | SAP Center            | N/D              | 35.398           | $4.385.885       | — |
| 22 maig 2015     | Phoenix          | Estats Units     | US Airways Center     | N/D              | —                | —                | — |
| 23 maig 2015     | Phoenix          | Estats Units     | US Airways Center     | N/D              | —                | —                | — |
| 26 maig 2015     | Inglewood        | Estats Units     | The Forum             | N/D              | —                | —                | — |
| 27 maig 2015     | Inglewood        | Estats Units     | The Forum             | N/D              | —                | —                | — |
| 30 maig 2015     | Inglewood        | Estats Units     | The Forum             | N/D              | —                | —                | — |
| 31 maig 2015     | Inglewood        | Estats Units     | The Forum             | N/D              | —                | —                | — |
| 3 juny 2015      | Inglewood        | Estats Units     | The Forum             | N/D              | —                | —                | — |
| 12 juny 2015     | Mont-real        | Canadà           | Bell Centre           | N/D              | —                | —                | — |
| 13 juny 2015     | Mont-real        | Canadà           | Bell Centre           | N/D              | —                | —                | — |
| 16 juny 2015     | Mont-real        | Canadà           | Bell Centre           | N/D              | —                | —                | — |
| 17 juny 2015     | Mont-real        | Canadà           | Bell Centre           | N/D              | —                | —                | — |
| 24 juny 2015     | Chicago          | Estats Units     | United Center         | N/D              | —                | —                | — |
| 25 juny 2015     | Chicago          | Estats Units     | United Center         | N/D              | —                | —                | — |
| 28 juny 2015     | Chicago          | Estats Units     | United Center         | N/D              | —                | —                | — |
| 29 juny 2015     | Chicago          | Estats Units     | United Center         | N/D              | —                | —                | — |
| 6 juliol 2015    | Toronto          | Canadà           | Air Canadà Centre     | N/D              | —                | —                | — |
| 7 juliol 2015    | Toronto          | Canadà           | Air Canadà Centre     | N/D              | —                | —                | — |
| 10 juliol 2015   | Boston           | Estats Units     | TD Garden             | N/D              | —                | —                | — |
| 11 juliol 2015   | Boston           | Estats Units     | TD Garden             | N/D              | —                | —                | — |
| 14 juliol 2015   | Boston           | Estats Units     | TD Garden             | N/D              | —                | —                | — |
| 15 juliol 2015   | Boston           | Estats Units     | TD Garden             | N/D              | —                | —                | — |
| 18 juliol 2015   | Nova York        | Estats Units     | Madison Square Garden | N/D              | —                | —                | — |
| 19 juliol 2015   | Nova York        | Estats Units     | Madison Square Garden | N/D              | —                | —                | — |
| 22 juliol 2015   | Nova York        | Estats Units     | Madison Square Garden | N/D              | —                | —                | — |
| 23 juliol 2015   | Nova York        | Estats Units     | Madison Square Garden | N/D              | —                | —                | — |
| 26 juliol 2015   | Nova York        | Estats Units     | Madison Square Garden | N/D              | —                | —                | — |
| 27 juliol 2015   | Nova York        | Estats Units     | Madison Square Garden | N/D              | —                | —                | — |
| Europa           |                  |                  |                       |                  |                  |                  | |
| 4 setembre 2015  | Torí             | Itàlia           | Pala Alpitour         | N/D              | —                | —                | — |
| 5 setembre 2015  | Torí             | Itàlia           | Pala Alpitour         | N/D              | —                | —                | — |
| 8 setembre 2015  | Amsterdam        | Països Baixos    | Ziggo Dome            | N/D              | —                | —                | — |
| 9 setembre 2015  | Amsterdam        | Països Baixos    | Ziggo Dome            | N/D              | —                | —                | — |
| 12 setembre 2015 | Amsterdam        | Països Baixos    | Ziggo Dome            | N/D              | —                | —                | — |
| 13 setembre 2015 | Amsterdam        | Països Baixos    | Ziggo Dome            | N/D              | —                | —                | — |
| 16 setembre 2015 | Estocolm         | Suècia           | Ericsson Globe        | N/D              | —                | —                | — |
| 17 setembre 2015 | Estocolm         | Suècia           | Ericsson Globe        | N/D              | —                | —                | — |
| 20 setembre 2015 | Estocolm         | Suècia           | Ericsson Globe        | N/D              | —                | —                | — |
| 21 setembre 2015 | Estocolm         | Suècia           | Ericsson Globe        | N/D              | —                | —                | — |
| 24 setembre 2015 | Berlín           | Alemanya         | O₂ World Berlin       | N/D              | —                | —                | — |
| 25 setembre 2015 | Berlín           | Alemanya         | O₂ World Berlin       | N/D              | —                | —                | — |
| 28 setembre 2015 | Berlín           | Alemanya         | O₂ World Berlin       | N/D              | —                | —                | — |
| 29 setembre 2015 | Berlín           | Alemanya         | O₂ World Berlin       | N/D              | —                | —                | — |
| 5 octubre 2015   | Barcelona        | Catalunya        | Palau Sant Jordi      | N/D              | > 17.000         | —                | — |
| 6 octubre 2015   | Barcelona        | Catalunya        | Palau Sant Jordi      | N/D              | —                | —                | — |
| 9 octubre 2015   | Barcelona        | Catalunya        | Palau Sant Jordi      | N/D              | —                | —                | — |
| 10 octubre 2015  | Barcelona        | Catalunya        | Palau Sant Jordi      | N/D              | —                | —                | — |
| 13 octubre 2015  | Anvers           | Bèlgica          | Sportpaleis           | N/D              | —                | —                | — |
| 14 octubre 2015  | Anvers           | Bèlgica          | Sportpaleis           | N/D              | —                | —                | — |
| 17 octubre 2015  | Colònia          | Alemanya         | Lanxess Arena         | N/D              | —                | —                | — |
| 18 octubre 2015  | Colònia          | Alemanya         | Lanxess Arena         | N/D              | —                | —                | — |
| 25 octubre 2015  | Londres          | Regne Unit       | The O₂ Arena          | N/D              | —                | —                | — |
| 26 octubre 2015  | Londres          | Regne Unit       | The O₂ Arena          | N/D              | —                | —                | — |
| 29 octubre 2015  | Londres          | Regne Unit       | The O₂ Arena          | N/D              | —                | —                | — |
| 30 octubre 2015  | Londres          | Regne Unit       | The O₂ Arena          | N/D              | —                | —                | — |
| 6 novembre 2015  | Glasgow          | Escòcia          | The SSE Hydro         | N/D              | —                | —                | — |
| 7 novembre 2015  | Glasgow          | Escòcia          | The SSE Hydro         | N/D              | —                | —                | — |
| 10 novembre 2015 | París            | França           | Bercy Arena           | N/D              | —                | —                | — |
| 11 novembre 2015 | París            | França           | Bercy Arena           | N/D              | —                | —                | — |
| 14 novembre 2015 | París            | França           | Bercy Arena           | N/D              | —                | —                | — |
| 15 novembre 2015 | París            | França           | Bercy Arena           | N/D              | —                | —                | — |
| Total            | Total            | Total            | Total                 | Total            | —                | —                | — |